# Patrick Doyon
Patrick Doyon (* 17. Mai 1979 in Desbiens, Québec, Kanada) ist ein kanadischer Animationsfilmer und Grafikdesigner.

## Leben
Doyon studierte Grafikdesign an der Université du Québec à Montréal und befasste sich bereits während seines Studiums mit Animationsfilmen. Sein Animationskurzfilmdebüt 32:11 entstand während des Studiums und lief auf verschiedenen Filmfestivals, darunter dem Ottawa International Animation Festival und dem Animafest Zagreb. Nach Ende des Studiums arbeitete Doyon von 2004 bis 2005 als Storyboard Assistant und Animator/Designer unter anderem für die Fernsehtrickserien Walter (2004) und Station X (2004–2005).
Von Februar bis April 2006 nahm er am Hothouse-Projekt des National Film Board of Canada teil, das sich an aufstrebende Animationsfilmer richtet. Im Rahmen von Hothouse entstand 2006 Doyons Kurzanimationsfilm Square Roots. Sein dritter und bisher letzter Kurzanimationsfilm ist Dimanche (2011).
Doyon arbeitet auch als Grafikdesigner und entwarf unter anderem 2008 Etiketten für die Brauerei Microbrasserie du Lac St-Jean. Seine Illustrationen erscheinen zudem in verschiedenen Zeitungen und Zeitschriften, darunter in den Magazinen L’Actualité und Urbania.

## Filmografie
- 2002: 32:11
- 2006: Square Roots
- 2011: Dimanche

## Auszeichnungen (Auswahl)
- 2011: Auszeichnung als „Best Children Film“ auf dem World Festival of Animated Film in Varna für Dimanche
- 2012: Annie-Nominierung, Kategorie „Best Animated Short Subject“, für Dimanche
- 2012: Oscarnominierung, Kategorie „Bester animierter Kurzfilm“ für Dimanche